# Cryphia glaucula
Cryphia glaucula är en fjärilsart som beskrevs av Otto Staudinger 1892. Cryphia glaucula ingår i släktet Cryphia och familjen nattflyn. Inga underarter finns listade i Catalogue of Life.